# Михалюк Антон В'ячеславович
Антон В'ячеславович Михалюк (20 червня 1985 — 5 грудня 2022) — солдат Збройних Сил України, учасник російсько-української війни, який загинув під час російського вторгнення в Україну.

## Життєпис
Антон Михалюк народився 20 червня 1985 року в Києві, Україна.
В рік здобуття Україною Незалежності розпочав навчання у спеціалізованій школі І-ІІІ ступенів з поглибленим вивченням іноземних мов №220 міста Києва, яку закінчив у 2002 році.
З 2002 до 2007 рік навчався у Державному університеті інформаційно-комунікаційних технологій, де отримав вищу освіту за спеціальністю «Інформаційні мережі зв’язку» та здобув кваліфікацію інженера в галузі електроніки та телекомунікацій.
Після закінчення університету працював за спеціальністю у ТОВ «Максимум ТВ - Київ». 
З січня 2014 року підвищував кваліфікацію в Інституті післядипломного навчання НАУ за програмою "Тестування програмного забезпечення". 
Згодом став приватним підприємцем. Захоплювався подорожами, риболовлею та археологією.
З початком російського вторгнення в Україну у лютому 2022 року добровольцем став на захист України. Боровся проти держави-терориста у складі 125-ї окремої бригади територіальної оборони ЗСУ на посаді сапера.
5 грудня 2022 року в районі виконання бойового завдання за призначенням Михалюк Антон вступив у контактний стрілецький бій з наступаючим противником, внаслідок якого отримав поранення несумісні з життям.
З 5 грудня до 26 грудня рахувався зниклим безвісті. 21 грудня 2022 року було організовано повторну пошукову операцію в радіусі декількох кілометрів довкола спостережного пункту навколо якого тривав бій, під час якої знайшли тіло загиблого військовослужбовця.
У Антона Михалюка залишилися мама та сестра.

## Нагороди
В лютому 2024 року відповідно до указу Президента України №135/2023  Антону Михалюку за особисту мужність і самовідданість, виявлені у захисті державного суверенітету та територіальної цілісності України, вірність військовій присязі було посмертно відзначено державною нагородою: орденом «За мужність» III ступеня.
В травні 2024 відповідно до указу Міністра оборони України №786 від 21 травня 2024 року відзначено медаллю "Захиснику України".